# Bryn Celli Ddu
Bryn Celli Ddu to prehistoryczny zabytek na walijskiej wyspie Anglesey położonej w pobliżu Llanddaniel Fab. Nazwa oznacza „kopiec w ciemnym zagajniku”. Badania archeologiczne były prowadzone w latach 1928–1929. Zwiedzający mogą wejść do kopca poprzez kamienne przejście do krypty. Zainteresowanie budzi obecność filaru w krypcie, reprodukcja kamienia z wyrytymi spiralnymi wzorami, a także fakt, że budowla mogła służyć do wyznaczania dnia przesilenia letniego.

## Monument
Bryn Celli Ddu jest uważany za najlepiej zachowany grobowiec w Walii. Zachował się cały tunel prowadzący do nienaruszonej krypty. Przejście jest długie na 8 metrów. Kopiec został pomniejszony, przez co krypta nie jest teraz całkowicie zamknięta.

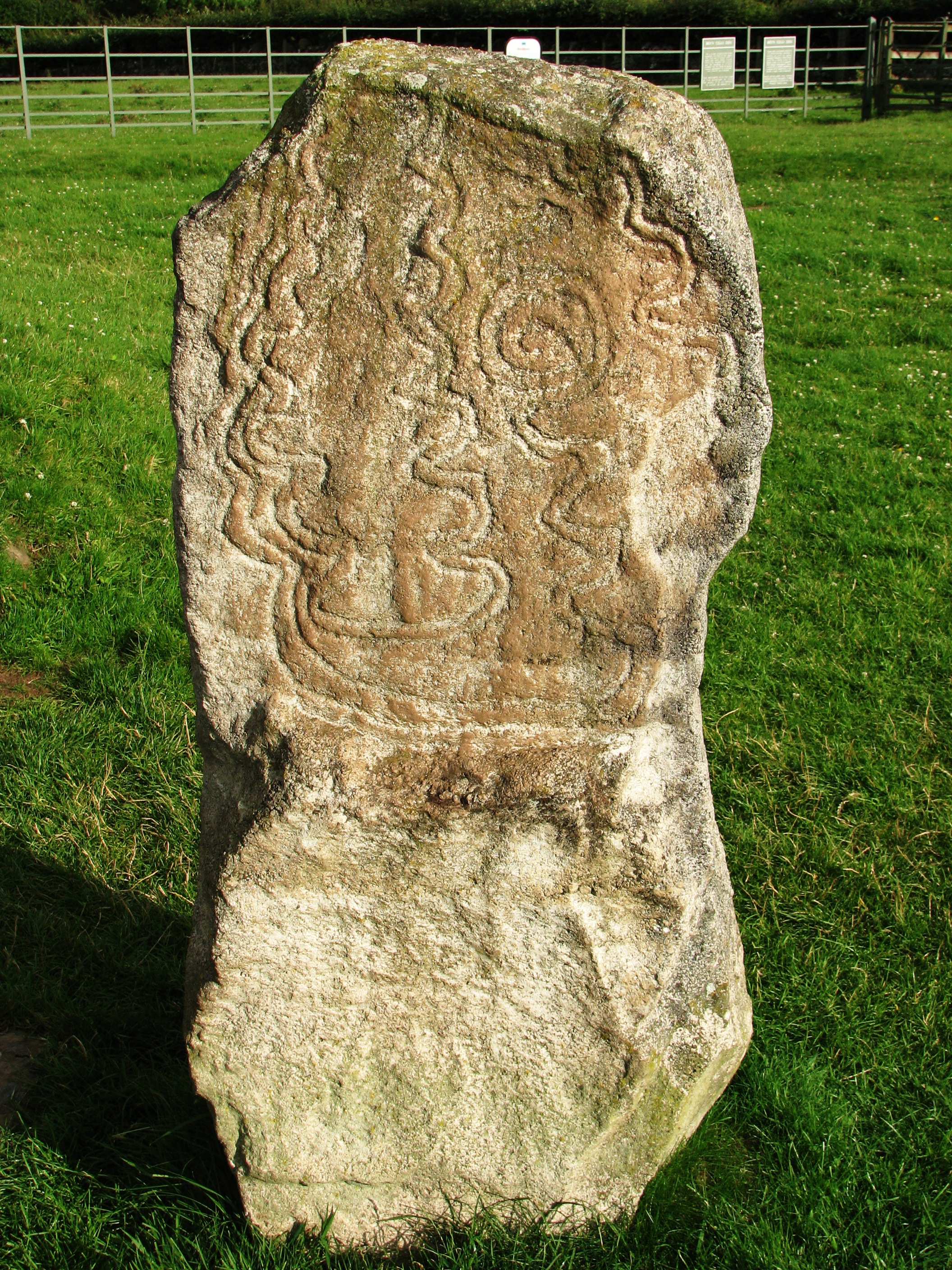
replika kamienia z Bryn Celli Ddu

W grobowcu znajduje się kilka niecodziennych kamieni. W krypcie stoi dwumetrowy, gładki, kamienny filar w zaokrąglonym kształcie. Rupert Soskin i Michael Bott zasugerowali, że może to być skamieniały pień drzewa.
W tyle krypty, w miejscu gdzie kiedyś znajdował się kopiec, umieszczona jest replika „Wzorzystego Kamienia”. Kamień był pochowany pod kopcem, a kiedy został odnaleziony, przeniesiono go w miejsce, które było uważane za jego oryginalną lokalizację. Po obu stronach kamienia wyryty jest spiralny wzór. Podobny kamień został odkryty w jednym z grobów, ale jego autentyczność nie jest potwierdzona.
Na zewnątrz grobowca, okrągły rów z umieszczonymi w nim kamieniami zaznacza dawny obszar kopca. Kiedy w dzień przesilenia słonecznego słońce wschodzi, przez kilka godzin promienie słoneczne oświetlają tylną ścianę krypty.

## Dawne metody użytkowania

### Okręg kamienny
Około 3000 roku p.n.e. został wzniesiony okręg z kamieni. Zewnętrzny rów wyznaczał granice okręgu. 17 kamieni formowało owal. Spopielone ludzkie zwłoki było chowane pod niektórymi z nich, najprawdopodobniej rytualnymi ołtarzami.

### Grób
Około tysiąc lat po tym, gdy zbudowano okręg, okolica uległa gwałtownej przemianie. szesnaście kamieni zostało uszkodzonych, niektóre przewrócone, a sześć zostało zniszczonych. Zamiast okręgu został zbudowany grób. O wiele większy niż pozostały kopiec, jego granice wyznacza rów powstały w miejsce dawnego okręgu. Krypta została umieszczona całkowicie pod kopcem, w przeciwieństwie do rekonstrukcji, gdzie tylna ściana jest odsłonięta. Ludzkie szczątki, zarówno spopielone jak i nie, zostały znalezione w krypcie oraz przejściu do niej, sugerjąc różne metody pochówku.
Wejście do grobowca zostało ostatecznie przesłonięte kamieniem.

## Wykopaliska
Najwcześniejsze archeologiczne opisy pochodzą z początku XIX wieku. W 1796 okolica została wpisana na listę kromlechów znajdujących się na wyspie Anglesey. W 1802 Rev John Skinner stworzył Dziesięciodniową podróż przez wyspę Anglesey, której nigdy nie opublikował. Opisywał w niej stanowiska archeologiczne, które odwiedzał. Podróż została wydana dopiero w 1908, jako uzupełnienie Archaeologia Cambrenis. Podczas swojej wizyty w Bryn Celli Ddu, autor usłyszał, że grób został odkryty przez farmera szukającego kamienia. Skuszony możliwością odkrycia skarbu, przeniósł kamień blokujący wejście.
Przy monumencie prace prowadził W. J. Hemp w latach 1928–1929. Wiele z lżejszych kamieni zostało skradzionych lub zniszczonych. Archeologowi udało się jednak odkryć w jaki sposób okręg był użytkowany, a także „Wzorzysty Kamień”, który został następnie przeniesiony do Narodowego Muzeum Walii.
Norman Lockyer, który w 1906 roku opublikował pierwsze systematyczne badania megalitycznej astronomii zasugerował, że Bryn Celli Ddu służył do wyznaczania dnia przesilenia słonecznego. Jego teoria była wtedy wyśmiana, ale dalsze badania Christophera Knighta oraz Roberta Lomasa w latach 1997–1998 dowiodły prawdziwości tej tezy. Knight oraz Lomas stwierdzili także, że obszar mógł być wykorzystywany jako kalendarz agrokulturowy.

## Galeria

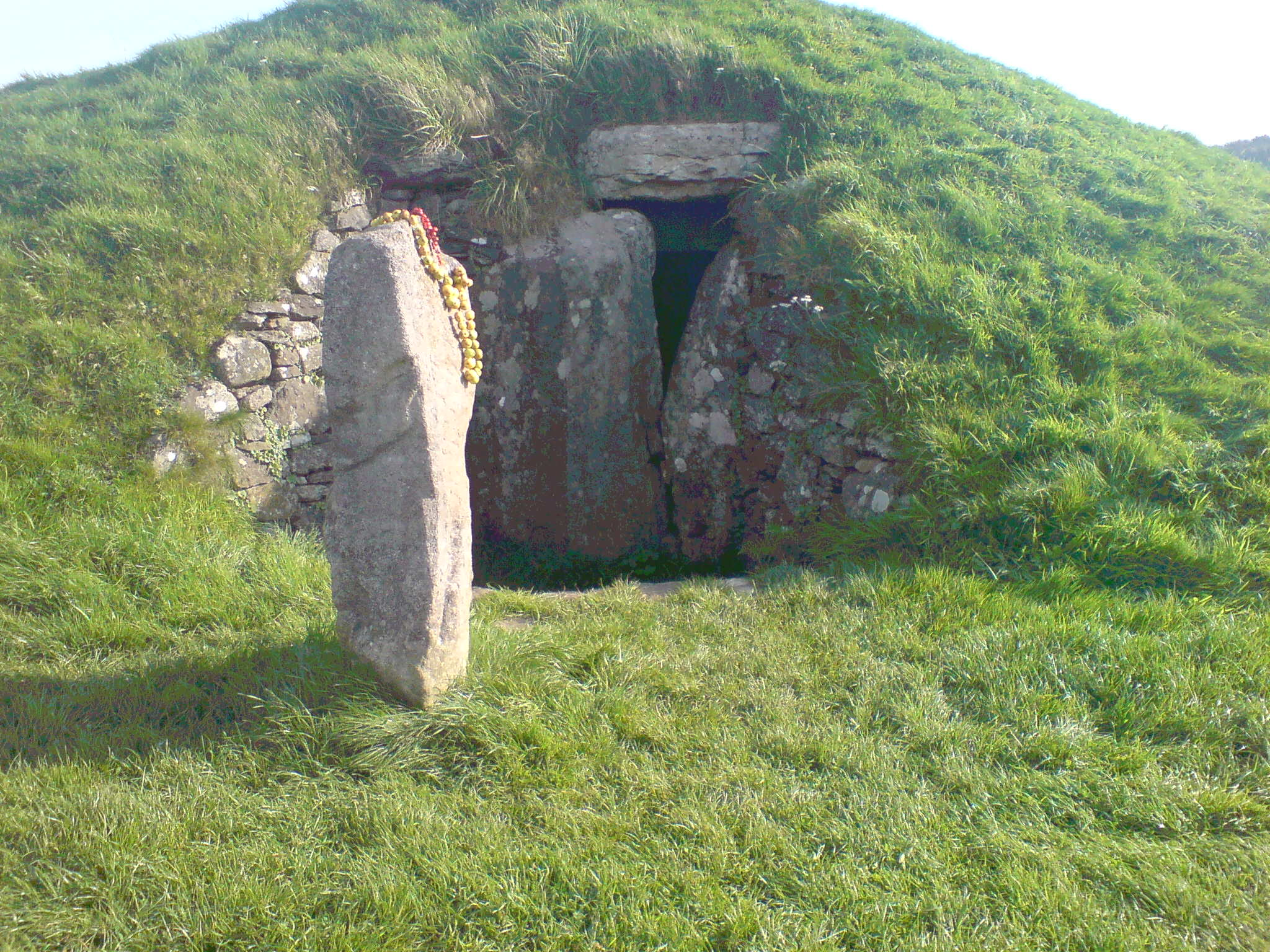
Południowo-wschodnia strona
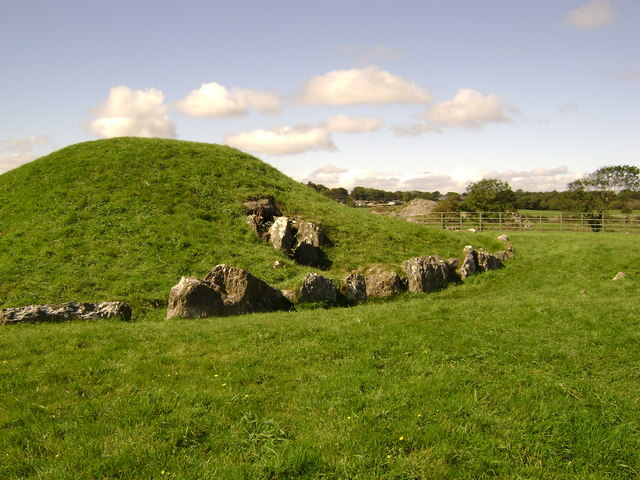
Wejście
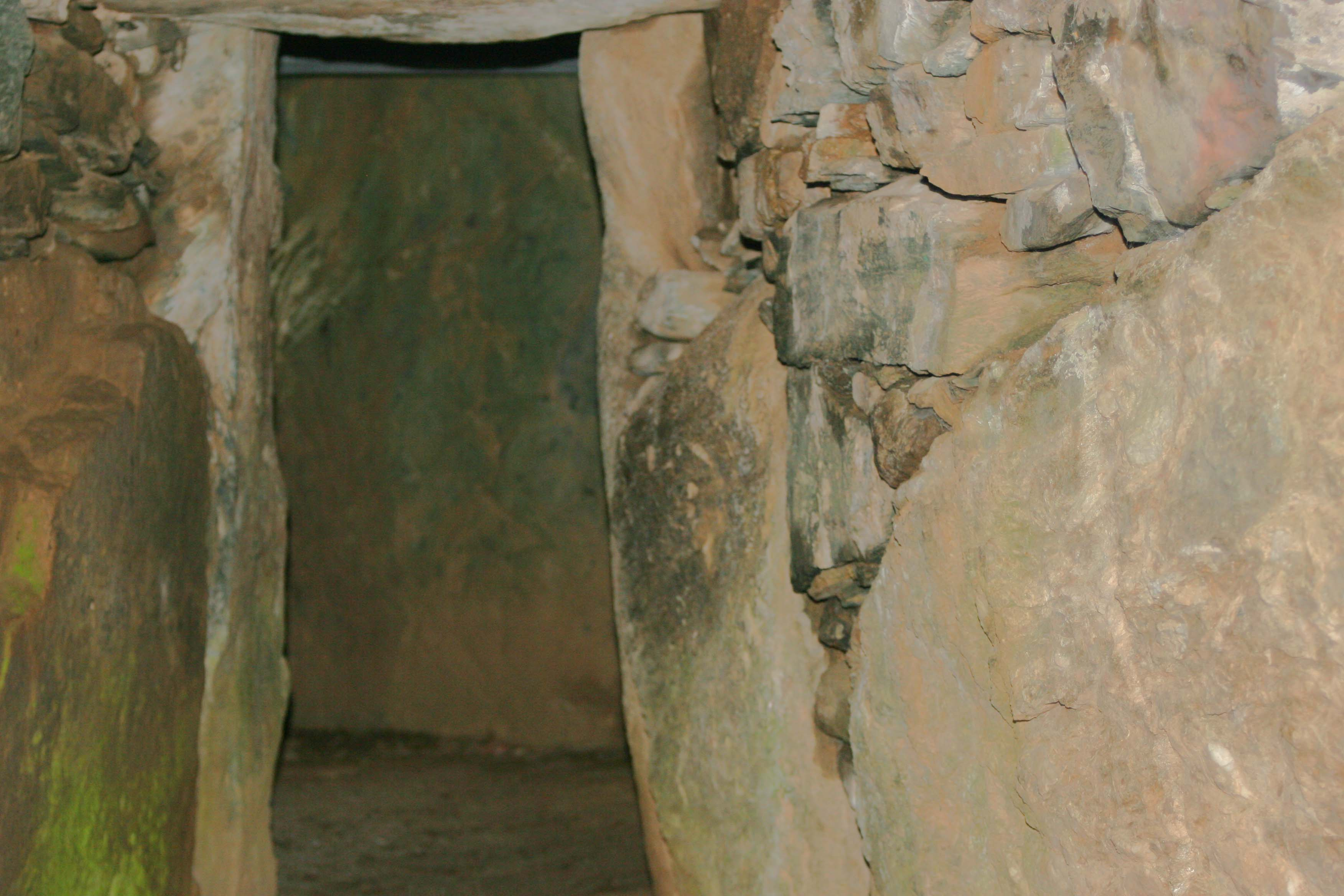
Wewnątrz tunelu
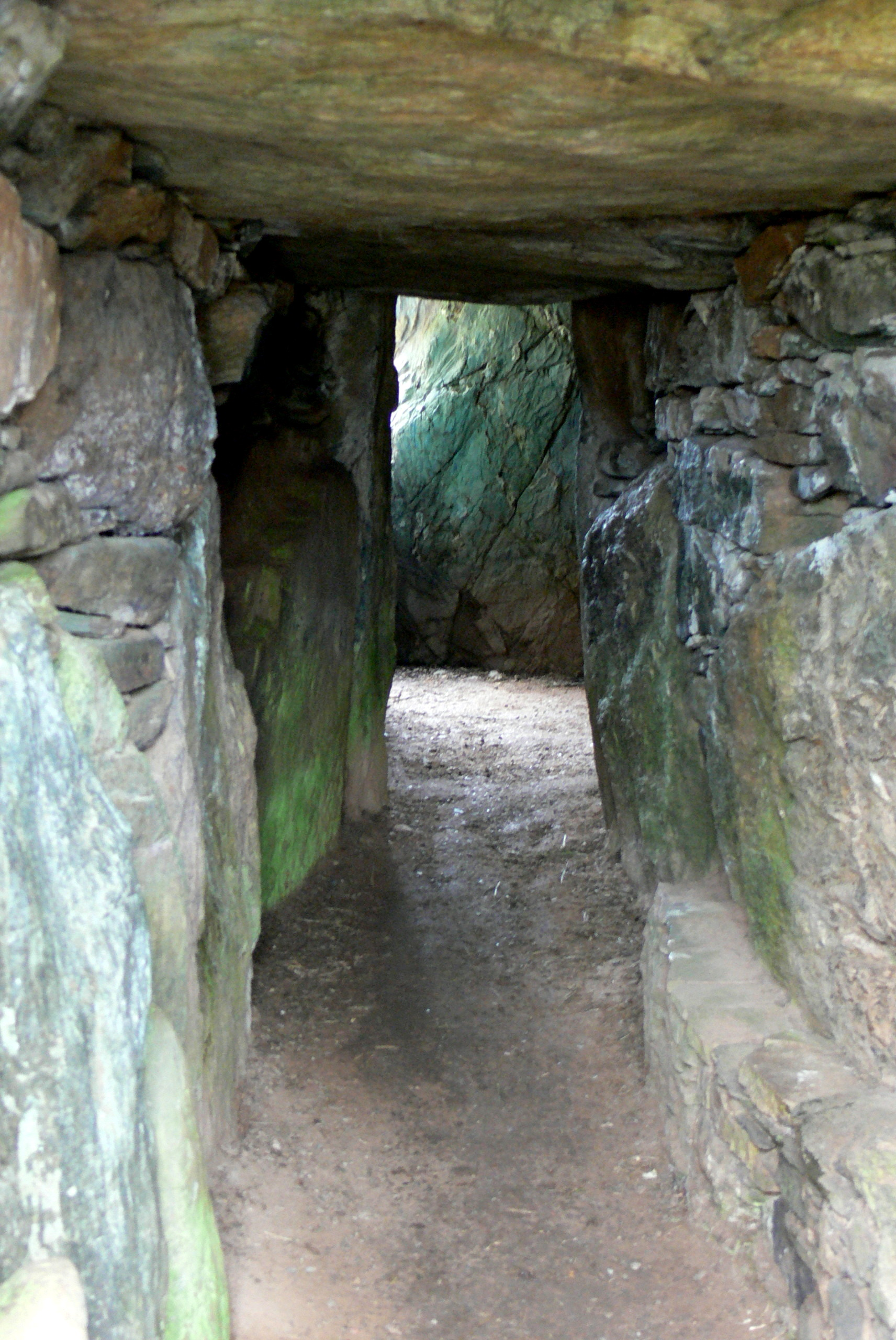
Korytarz do wejścia
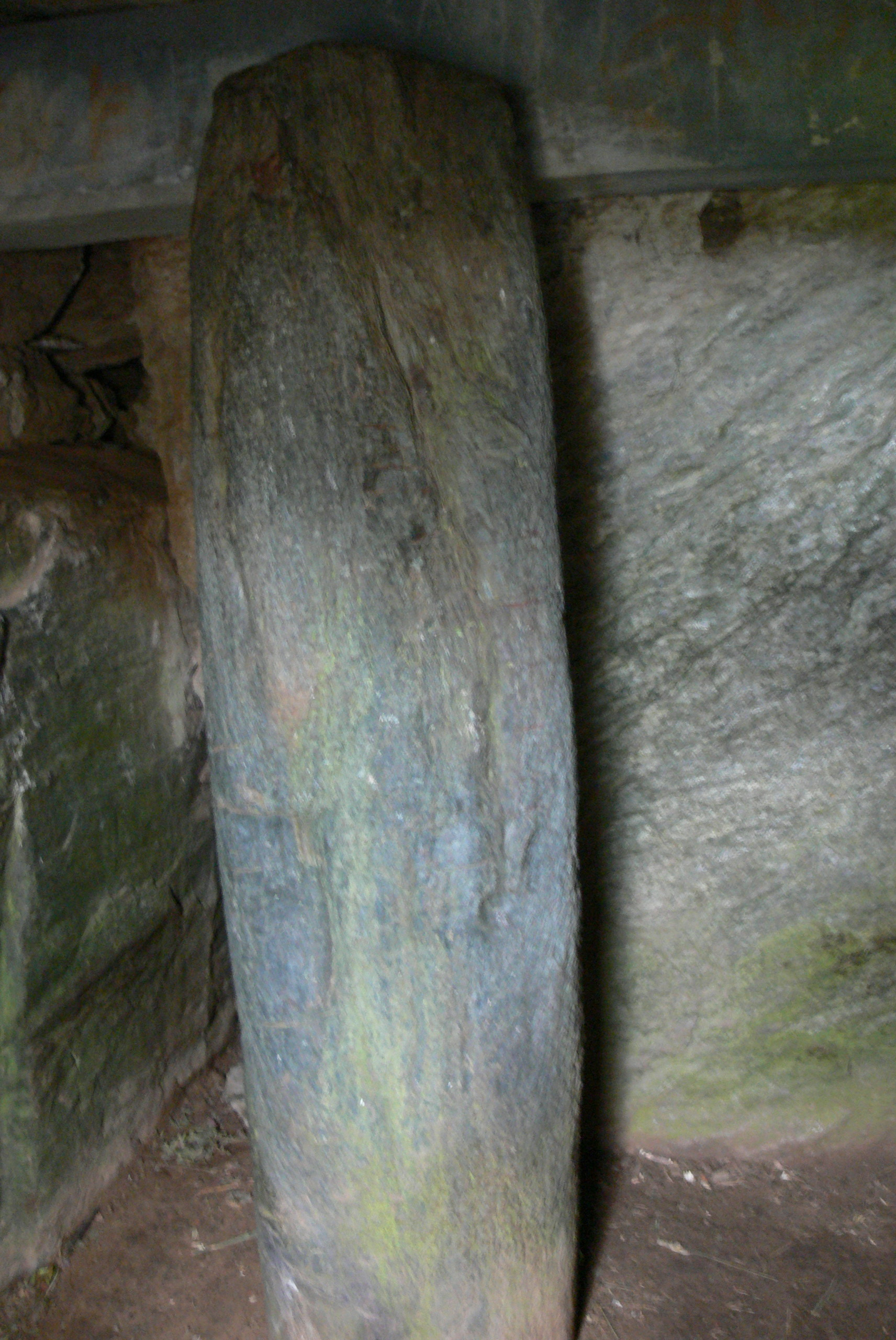
Filar
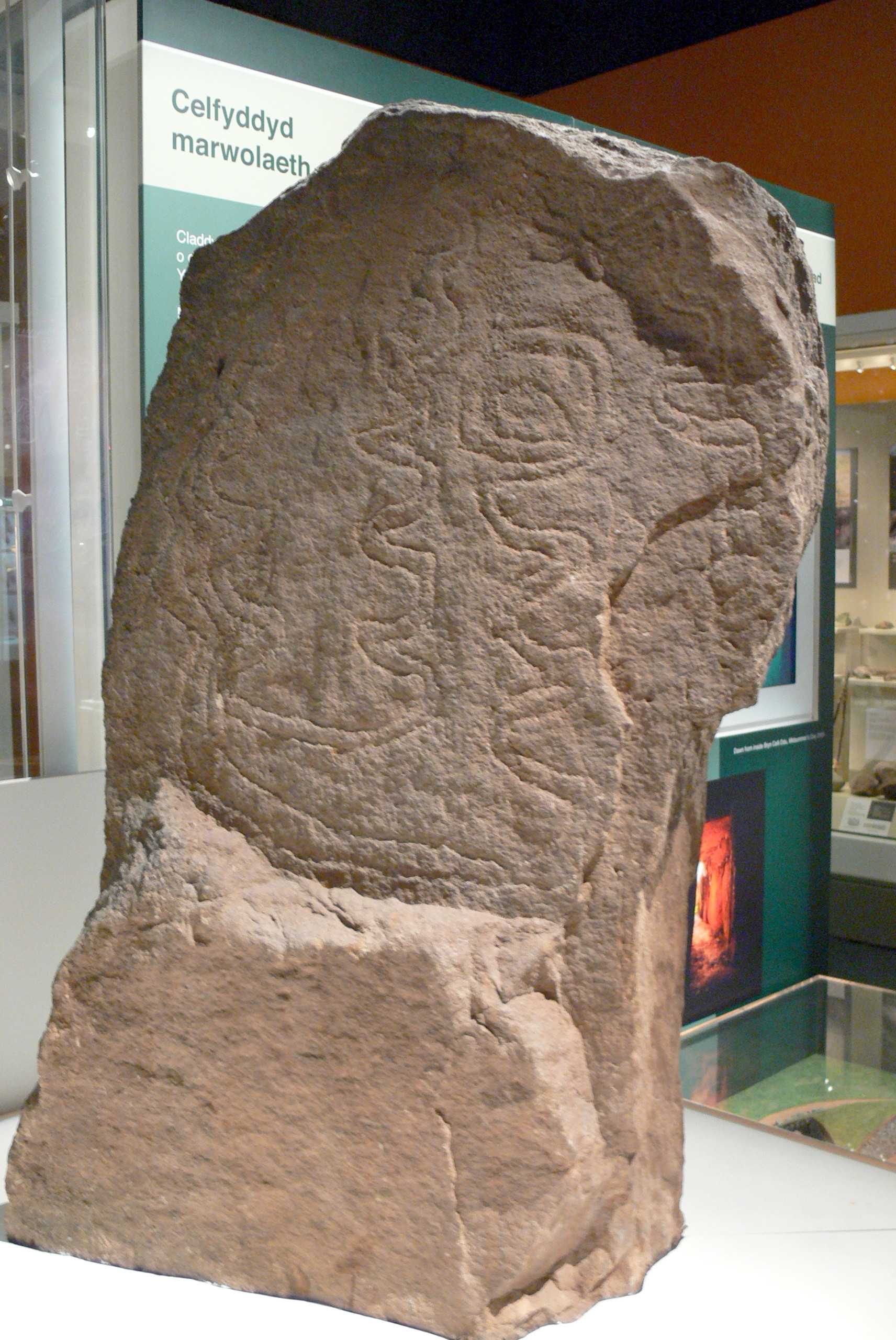
Oryginalny kamień ze spiralnym wzorem, teraz znajdujący się w Narodowym Muzeum Walii